# Wojna Aszanti z Fante
Wojna Aszanti z Fante trwała w latach 1806–1807 i toczona była między Konfederacją Aszanti a Konfederacją Fante na terenie dzisiejszej Ghany.
Konfederacja Aszanti była ważnym afrykańskim królestwem na Złotym Wybrzeżu. Rywalizacja między Aszanti i Fante utrzymywała się długo i na początku XIX stulecia urosła do dużo poważniejszego problemu. Brytyjczycy zwykle byli sprzymierzeńcami Fante, a Holendrzy Aszanti.
Wojna zaczęła się kiedy Asantehene obciążył kilku ludzi za obrabowanie grobów. Fante natychmiast udzielili schronienia oskarżonym, którymi był ludzie z Assin i w ten sposób Osei Bonsu wysłał armię przeciwko Fante. W Abora, cztery mile od Cape Coast stoczona została bitwa, w której Aszanti byli zwycięzcami. Brytyjski agent reprezentujący Afrykańską Spółkę Kupców na Cape Coast (African Company of Merchants at Cape Coast) udzielił schronienia oskarżonym o okradanie grobów. Kiedy Aszanti poszli dalej zaatakować fort w Kormantine (Fort Amsterdam) ich starych sprzymierzeńców Holendrów, wtedy Brytyjczycy spróbowali zawrzeć przyjaźń z Aszanti i pułkownik Torrane, który był zatrudniony w Cape Coast, najbardziej jak tylko mógł, zdradziecko zaproponował na Asantehene starego i ślepego króla ludu Assin nazywanego Kwadwo Otibu, chociaż wiedział, że stary człowiek zostanie zabity; i tak też się stało.
Wówczas też zawarto umowę ustną między Brytyjczykami i Aszanti, że ci drudzy powinni być uznani władcami Fante, z wyjątkiem obszaru, na którym istniał brytyjski fort. Torrane sprzedał albo oddał 2000 ludzi, jego poprzednich sprzymierzeńców Fante, a Aszanti zwycięsko maszerowali najpierw na wschód, wzdłuż wybrzeża, a następnie na północ z powrotem do ich stolicy. W ten sposób Aszanti rozszerzyli swoje dominia aż do wybrzeża.